# 토니 가른
안토니아 "토니" 가른(독일어: Antonia "Toni" Garrn, 1992년 7월 7일 ~ )은 독일의 모델, 배우이다.